# プロットホール
「プロットホール」、または「プロットエラー」は、フィクションの世界で物語の筋書きによって確立された論理の流れに逆らう、ストーリー上のギャップや矛盾、欠陥のこと。このような矛盾には、非論理的な出来事、ありえない出来事、不可能な出来事、ストーリーの中の以前の出来事と矛盾する発言や出来事などが含まれる。
プロットホールは通常、意図せずに作られるもので、多くの場合、編集した結果であったり、新しい出来事が過去の出来事に矛盾することを作家が単に忘れてしまい、チェックを怠った結果である。例えば、キャラクターが意図的に不合理な行動を取るように書かれていてもプロットホールにはならないし、「ルーズエンド（未完のやり残し）」や「説明のつかない部分」もプロットホールにはならない。

## 例
- アガサ・クリスティの代表的な推理劇『ねずみとり』は、多くのプロットホールがあることで知られている[4] [5]。その一つは、刑事が犯人の正体を知っているにもかかわらず、その場で逮捕することなく、さらに人を殺すことを許していることである。これは、刑事がさらなる殺人を望んでいると観客が信じる理由がないため、プロットホールとされている。
- スター・ウォーズのエピソード『シスの復讐』の最後では、ダース・ベイダーからルーク・スカイウォーカーを隠すことが不可欠であると考えられている。しかし、オビ＝ワン・ケノービは、ベイダーの故郷の惑星で、ルーク本人を隠すこともルークの名前を偽名にすることもせずにそのままにしている。彼自身は名前をほんの少し変えただけで、さらにジェダイの遺産を隠してはいない[6] [7]。

## 参照
- プロット (物語)
- ばかプロット（英語版）
- 連続性（フィクション）（英語版）
- デウス・エクス・マキナ
- 後付け設定